# Валтер Боте
Валтер Вилхелм Георг Боте (енгл. Walther Wilhelm Georg Bothe, 8. јануар 1891 – 8. фебруар 1957) био је немачки нуклеарни физичар, који је 1954. заједно са Максом Борном добио Нобелову награду за физику „за коинцидентну методу и открића која из ње произилазе”.